# Macropis tibialis
Macropis tibialis is een vliesvleugelig insect uit de familie Melittidae. De wetenschappelijke naam van de soort is voor het eerst geldig gepubliceerd in 1956 door Yasumatsu & Hirashima.